# 硫化钋
硫化钋是一种无机化合物，为黑色固体。有放射性。

## 制备
向二价或四价钋的稀盐酸溶液中通入硫化氢气体，即得到沉淀：
- Po2+ + H2S → PoS↓ + 2 H+
- Po4+ + 2 H2S → PoS↓ + S↓ + 4 H+

显然，四价钋能氧化-2价态的硫，得到硫化钋(II)和硫单质。将沉淀用1:1的甲苯和无水乙醇的混合洗涤液，可以除去其中的硫单质。

此外，也可以通过硫化铵水溶液和氢氧化钋(II)反应得到硫化钋：
- (NH4)2S + Po(OH)2 → 2 NH3 + 2 H2O + PoS

硫化钋不能用硫和钋直接化合得到。

## 物理性质
硫化钋是黑色固体，不溶于硫化铵、乙醇、丙酮和甲苯。硫化钋在稀盐酸中的溶度积约为5.5×10-29，能溶解在浓盐酸中。

## 化学性质
硫化钋有较强的还原性，能被氯水、溴水、次氯酸钠和王水氧化。硫化钋对热也有不稳定性，在真空中加热到274.85℃便分解为钋单质和硫单质：
- PoS → Po + S